# Македонський лев
Македонський лев, як і македонська зірка з Кутлеса, є ще одним символом македонського народу, культури та традицій, якого в народі називають левом. Разом із Зіркою вони є одними з найдавніших символів у Європі, що використовуються донині. Колись леви мешкали на території Македонії, що підтверджується давніми істориками та викопними знахідками з околиць Дельчево. Полювання на левів було популярним серед македонців, і в результаті було знайдено велику кількість мозаїк та картин із сценами полювання на левів.

## Середні віки

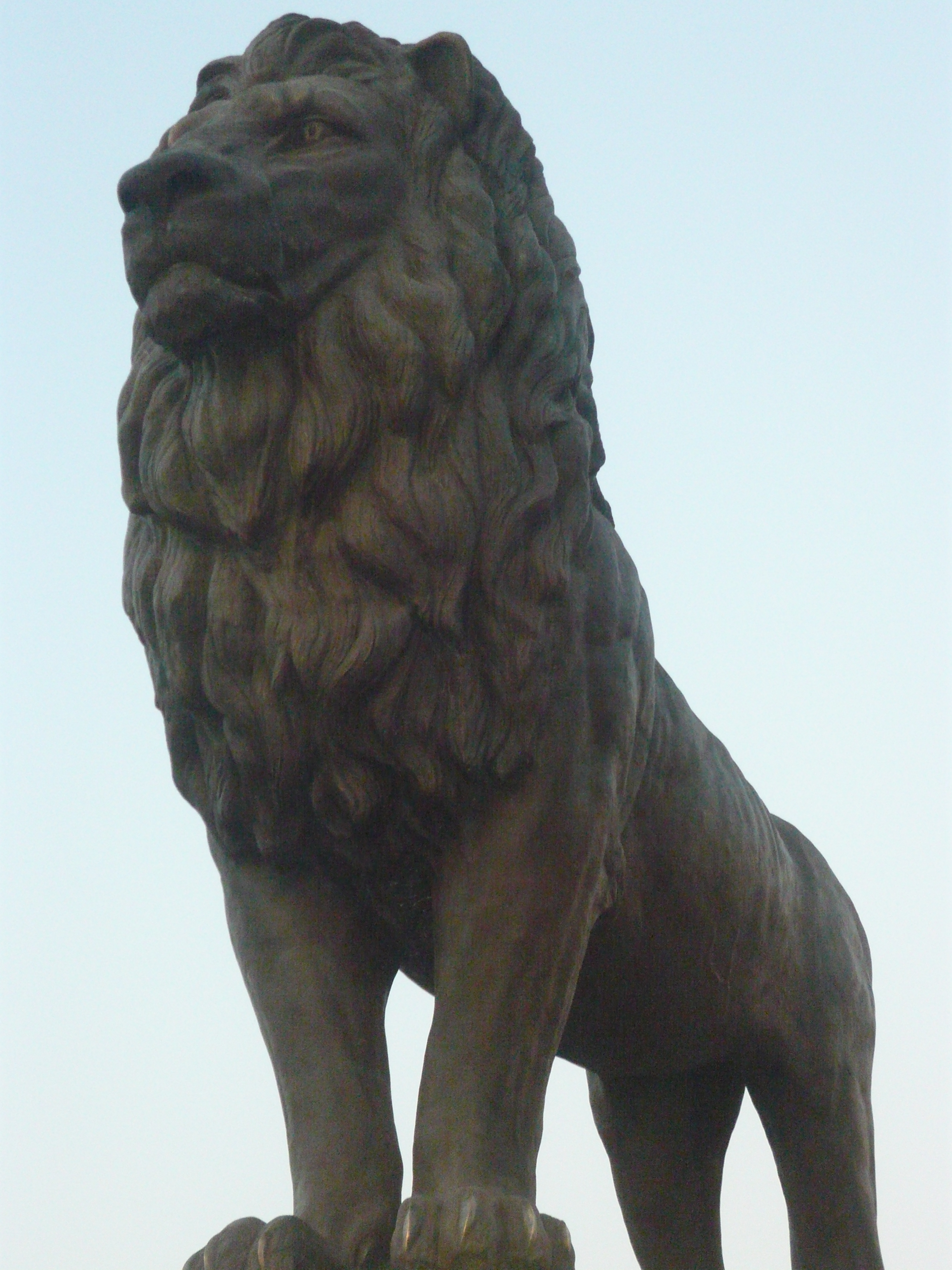
Скульптура лева на мосту "Гоце Дельчев" у Скоп'є

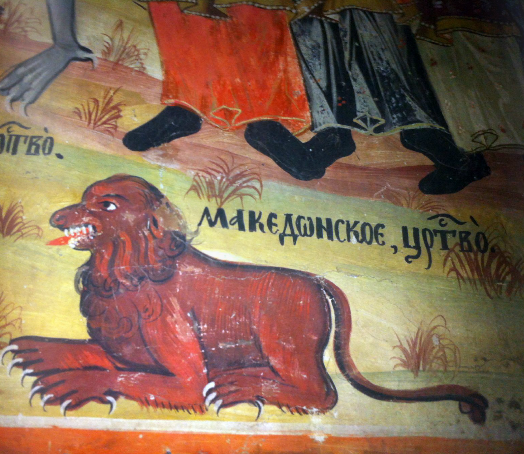
Частина фрески македонського лева та напис Македонське царство у церкві «Св. Георгія » з XVI століття, в селі Банджані, Скоп’є

У середні віки та пізніше в історії Македонії лев продовжував використовуватися як символ македонців паралельно з Кутлеською зіркою. Лева та напис як частину герба також можна знайти в колекціях гербів іноземних знаменитостей. Наприклад, у 1595 році колекція гербів Коренич-Неоріча включала македонського лева на щиті як герб Македонії та македонського народу. До цієї колекції було включено одинадцять інших гербів з різних країн. Під щитом із левом стоїть напис Македонія, тоді як над щитом стоїть напис "Cimeri makedonske zemle" або Герб македонської землі. Окрім гербу Македонії, колекція також включає герби Хорватії, Далмації, Болгарії та Боснії. Македонський герб зустрічається двічі. Македонський герб із левом надалі використовували сербський цар Душан та його син Урош. А саме, македонський лев вставлений поруч з іншими гербами і зроблений один герб, що означало б об’єднання південних слов’ян у цій області. Згідно з цим фактом, македонський народ представлений як окремий народ, а Македонія як окремий регіон.
На додаток до згаданої колекції гербів, македонський герб із левом був вставлений і входив до інших колекцій гербів. Так, у 1605 р. в Угорщині вийшла колекція гербів, авторство якої Зібмахер. Далі до кінця XVI-го та початку XVII-го. століття колекція гербів Палинича включала македонський земельний герб із левом. Герб, крім символу, містив рукописний напис, на якому було написано "Macedonia regni". Також у колекції гербів Алтан 1614 р. можна знайти македонський герб. На ньому македонський лев на червоному щиті. Над гербом був напис "Makedonske zemle cimeri", тоді як під гербом - "Insignia regni Macedonia". Христофор Жефарович у своїй “Стематографії” в 1741 р. теж подає герб Македонії 

## Сьогоднішнє використання
Сьогодні лева разом із Зіркою використовують як символи македонців. Більшість політичних партій в Республіці Македонія використовують лева як головний елемент у гербах своїх партій. Багато неурядових організацій або громадських об'єднань також використовують лева як символ. Зірка з Кутлеса та македонський лев глибоко закладені в серцевину македонства та є невід’ємним елементом історії, культури та самобутності Македонії.

## Галерея

Проєкт герба Македонії 2014 р.[3]
Проєкт герба Македонії з 1992 року
Герб Македонії 1620 року
Етнічний прапор Македонії
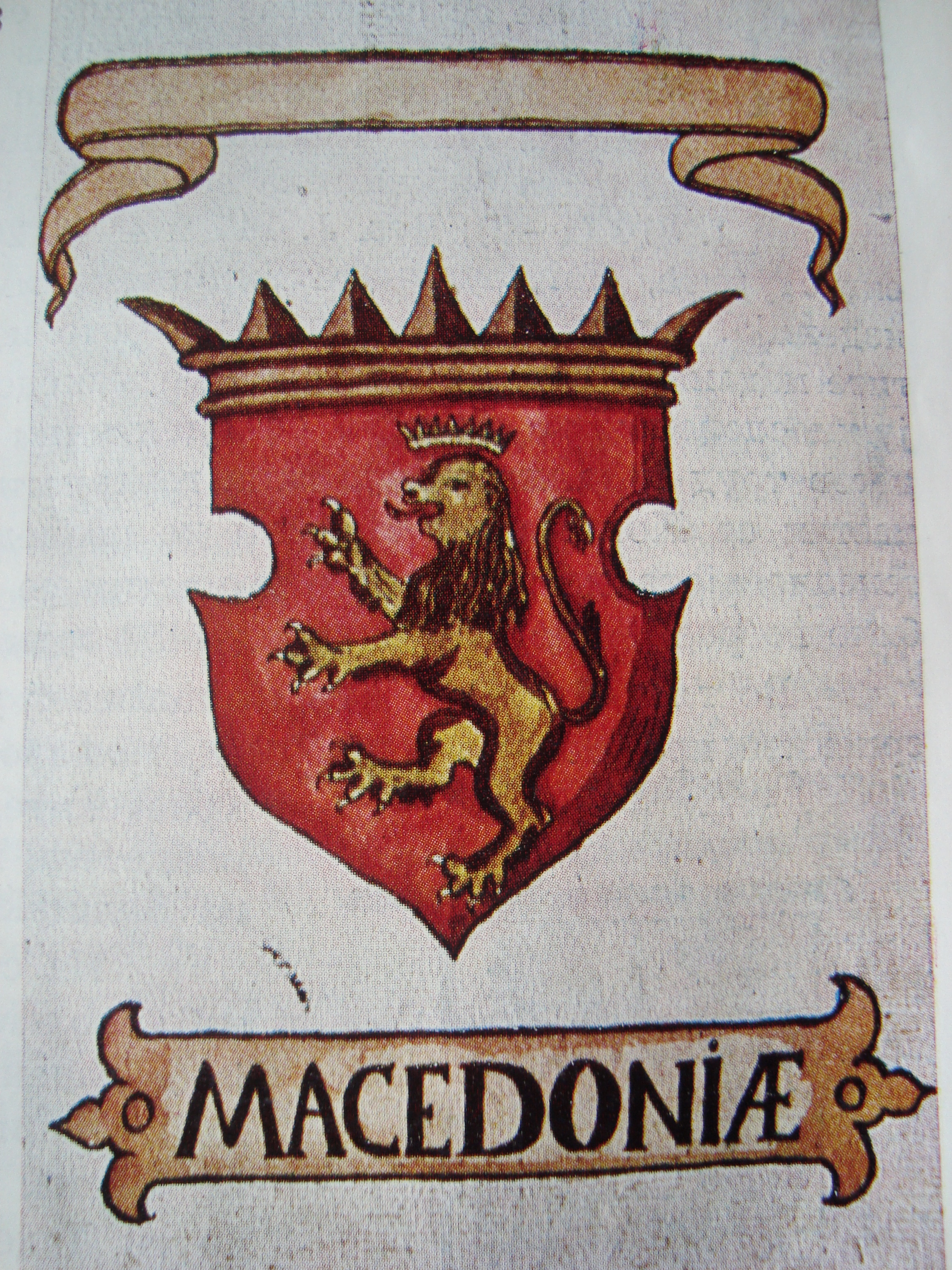
Герб Македонії від 1340 р.
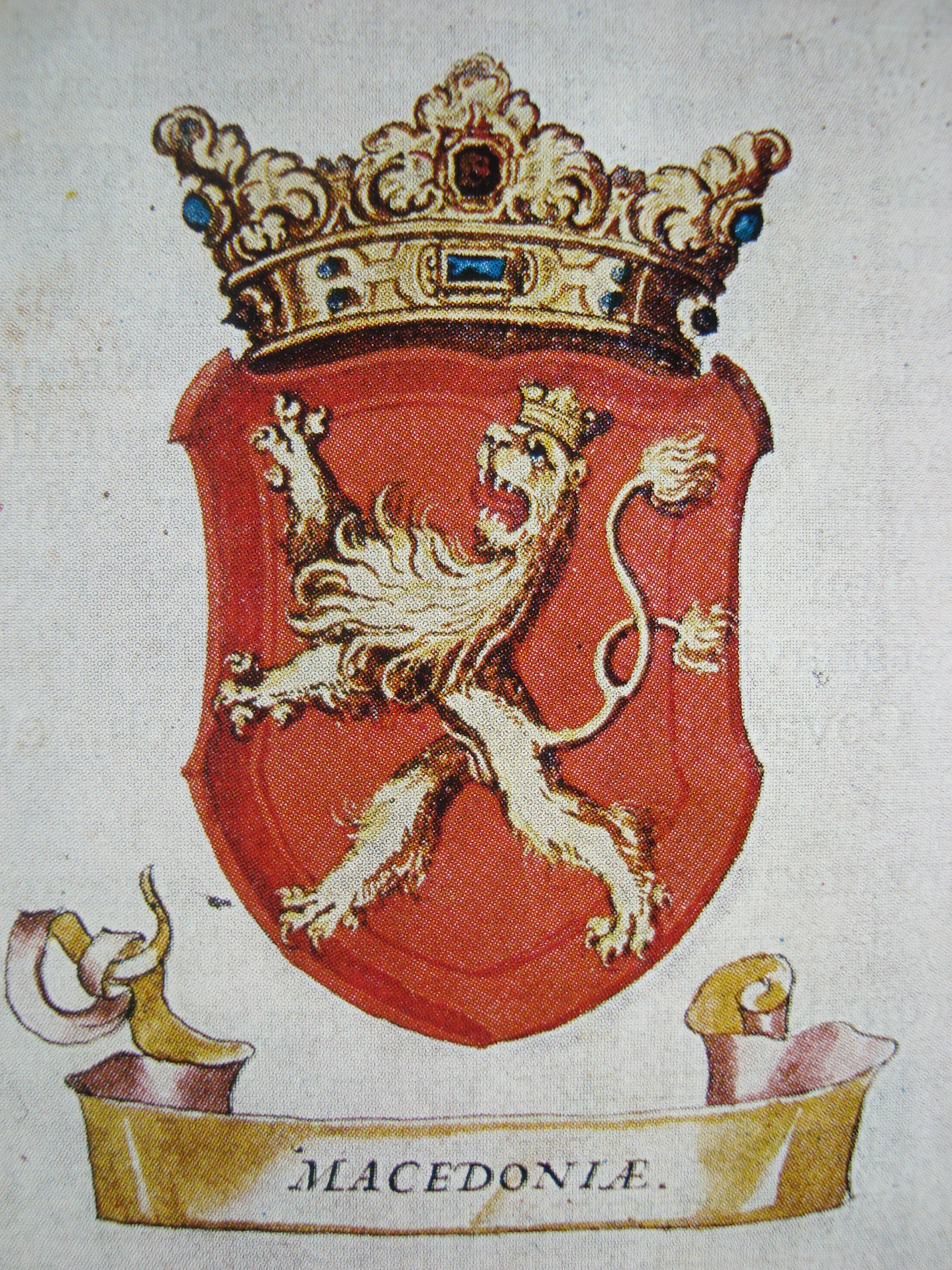
Герб Македонії від 1620 року
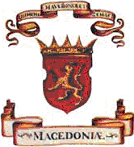
Герб Македонії з XVII століття
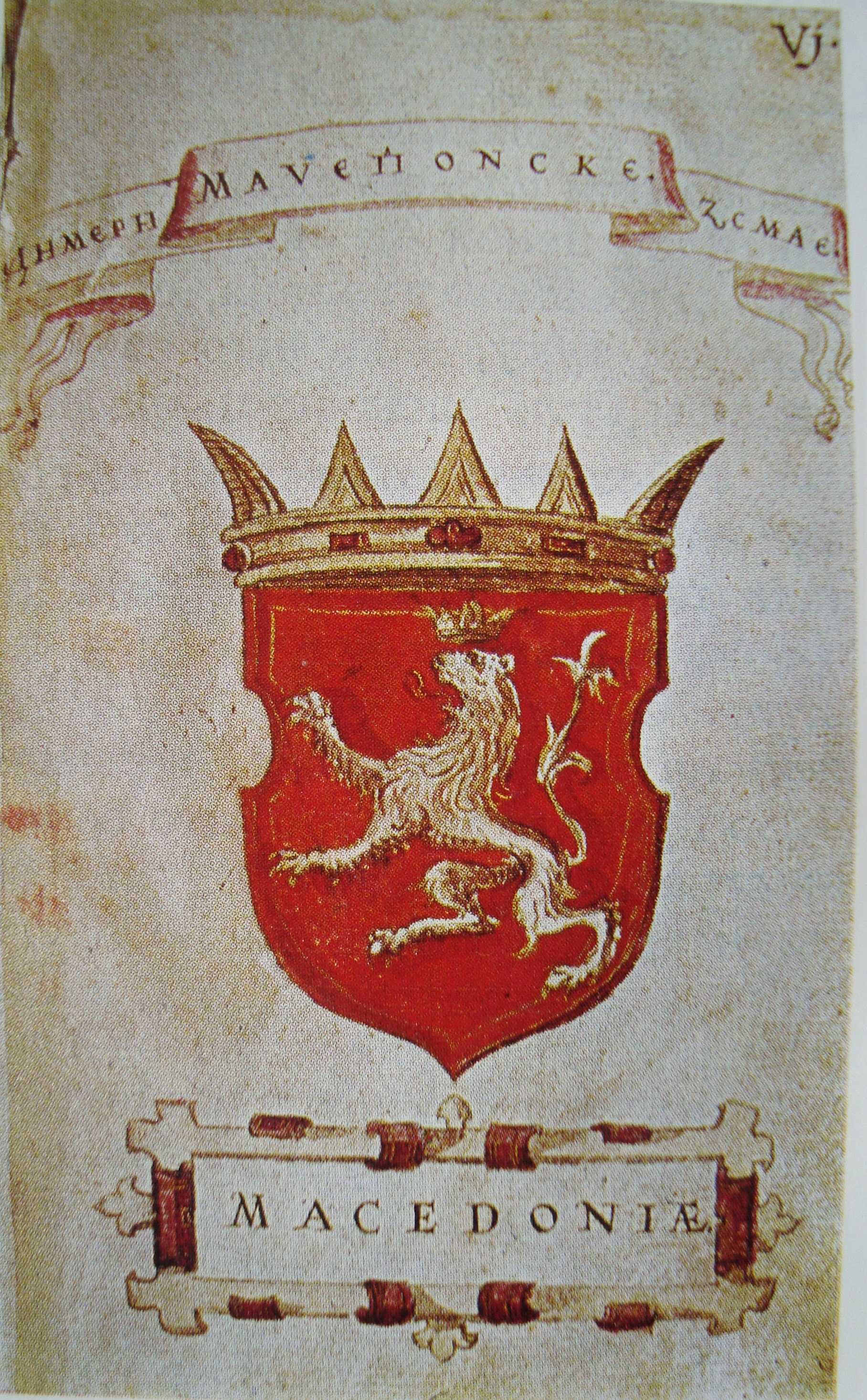
Македонський герб 1595 року
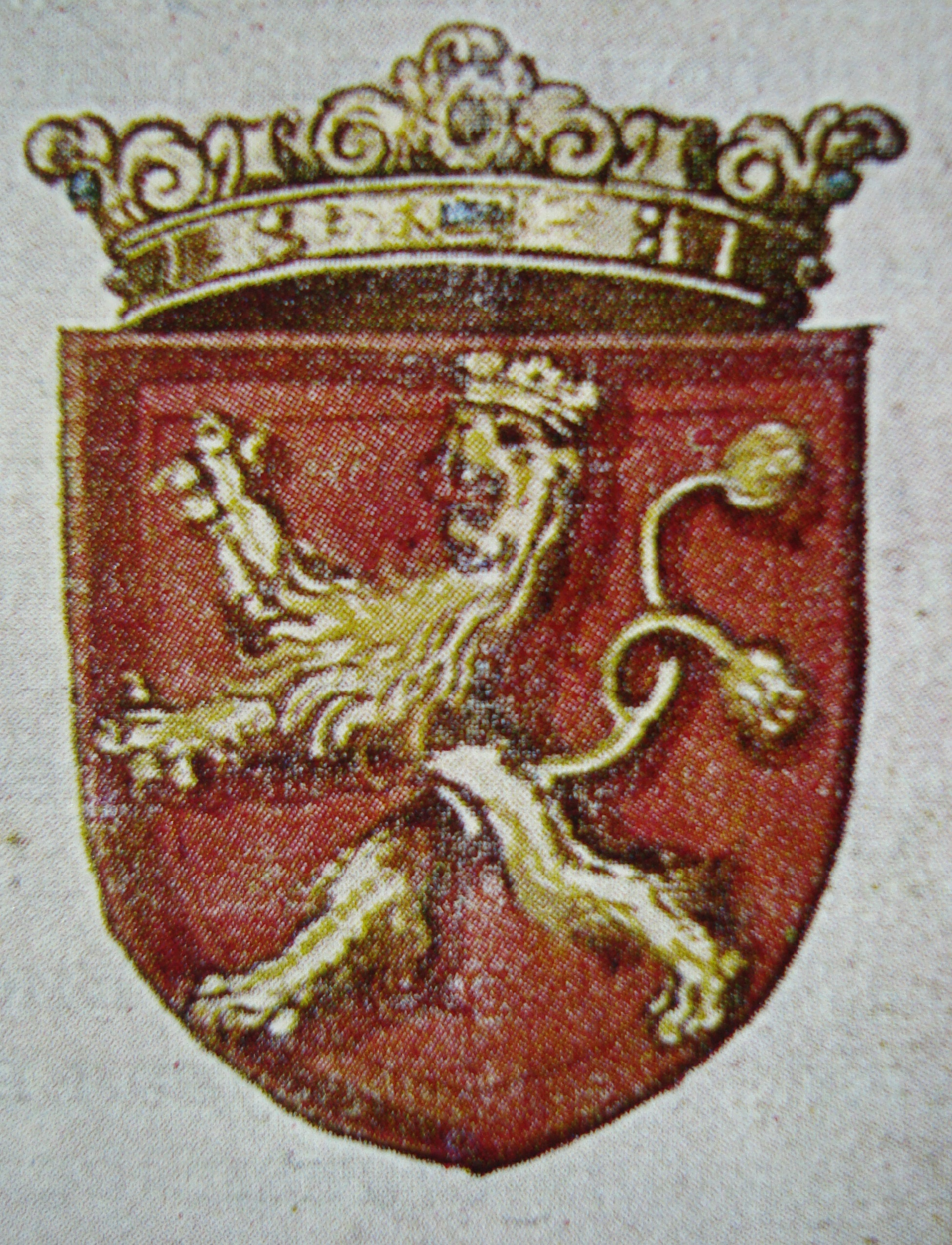
Македонський герб 1614 року
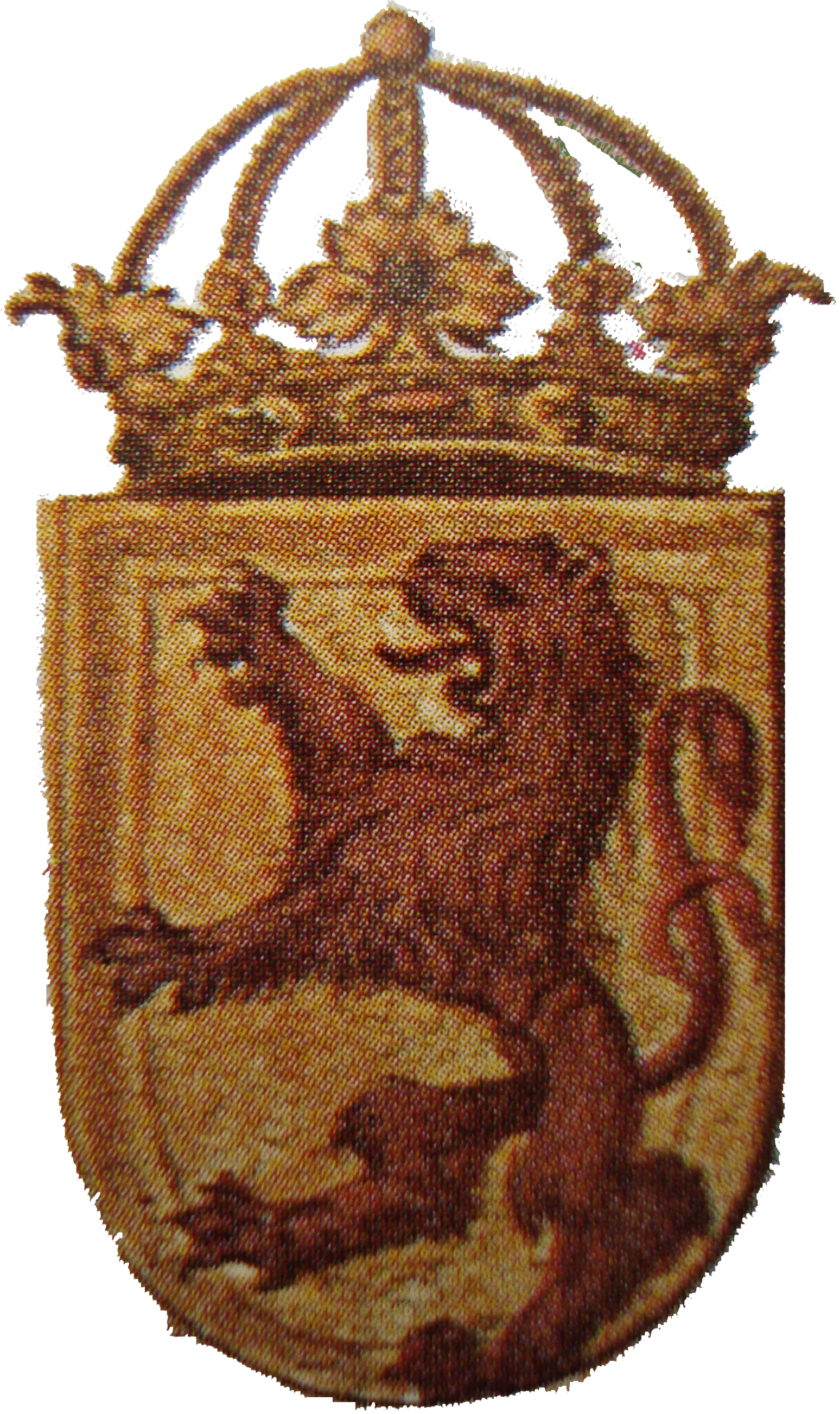
Герб Македонії 1694 року
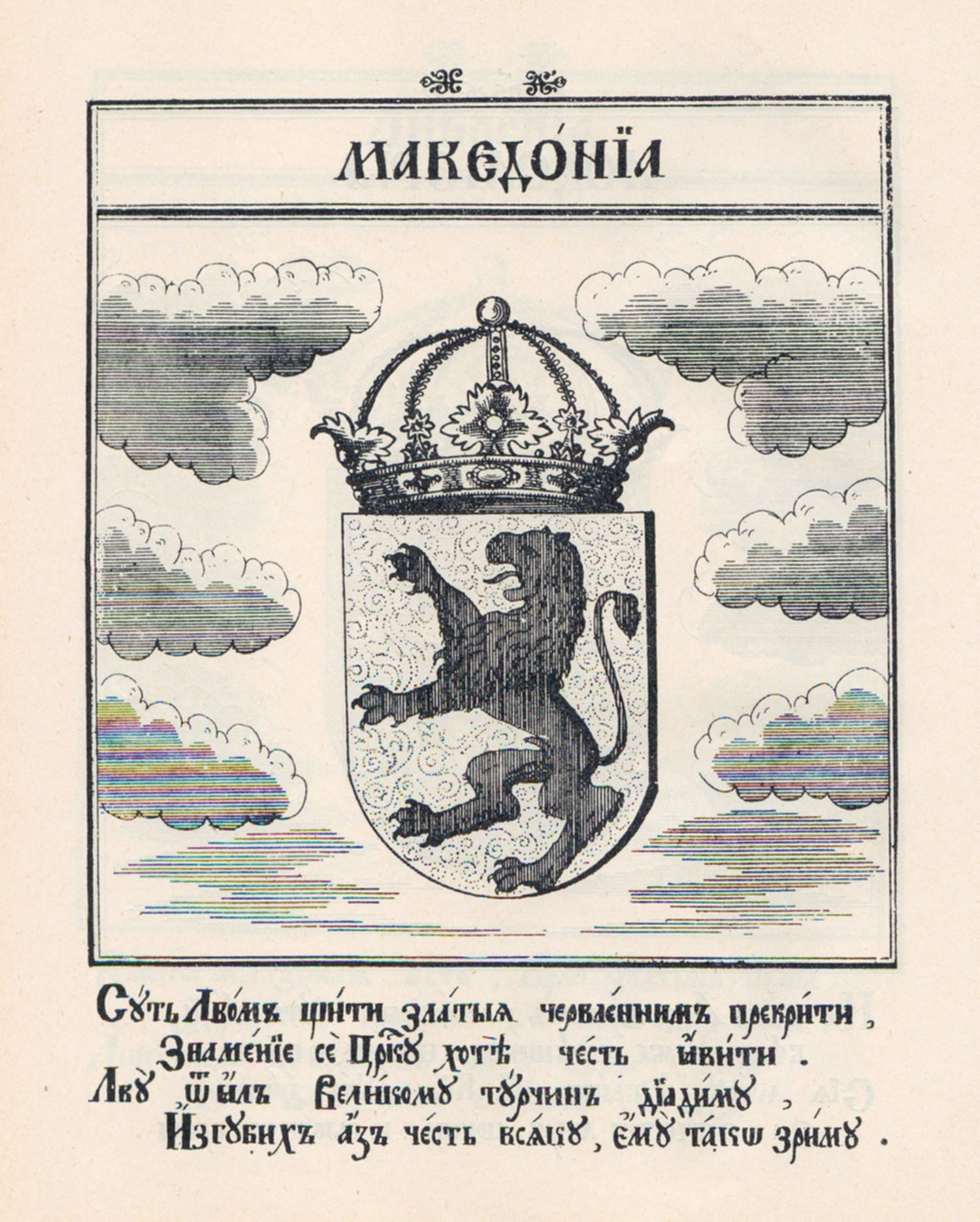
Герб Македонії з 1741 року
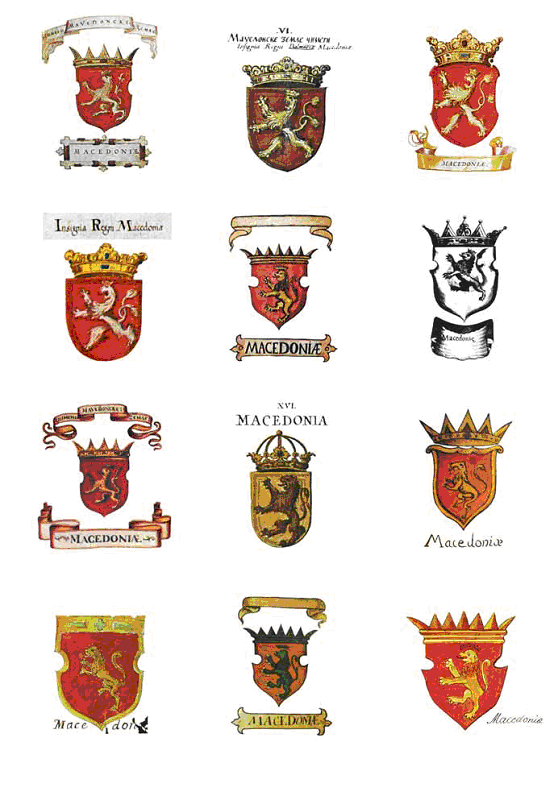
Колекція македонських гербів